# Deimos-1
El Deimos-1, també conegut com a Spain-DMC 1, és un satèl·lit espanyol operat per Deimos Imaging amb seu a Boecillo (Valladolid). El seu successor és el Deimos-2, que va ser llançat el 19 de juny de 2014.

## Història
Va ser construït per l'empresa Surrey Satellite Technology per a Elecnor Deimos, donant lloc al primer satèl·lit espanyol d'observació de la Terra i al primer europeu d'iniciativa íntegrament privada. Part d'un disseny de satèl·lit tipus SSTL-100. El satèl·lit forma part de la contribució espanyola a la Disaster Monitoring Constellation (constel·lació de satèl·lits per al seguiment de catàstrofes) que és coordinada per DMC International Imaging.
El satèl·lit va ser llançat a una òrbita terrestre baixa heliosíncrona a 686 quilòmetres d'altitud. El llançament va ser dut a terme per ISC Kosmotras utilitzant un coet Dnepr-1 que portava diversos satèl·lits, sent la càrrega principal el DubaiSat-1. El Deimos-1, al costat dels satèl·lits UK-DMC 2, Nanosat-1B, AprizeSat-3 i AprizeSat-4, conformaven la càrrega útil secundària. El coet va ser llançat a les 18:46 GMT del 29 de juliol de 2009 des del lloc de llançaments 109/95 del Cosmòdrom de Baikonur en Kazakhstan.
Elecnor Deimos va traspassar el satèl·lit a Urthecast en 2015, al costat del seu successor Deimos-2 i a la divisió que els operava, Deimos Imaging, ara subsidiària de la companyia canadenca.

## Tecnologies
El disseny del satèl·lit contempla una vida útil de cinc anys. Porta una càmera multi-espectre amb una resolució de 22 metres i 600 quilòmetres d'ample d'escombratge, operant en els espectres verd, vermell i infraroig proper.

## Avantatges
- Cobertura ràpida dels territoris gràcies a la seva gran amplitud de camp
- Capacitat en gairebé temps real
- Tarifes competitives